# Erlend Bjøntegaard
Erlend Bjøntegaard (ur. 30 lipca 1990 w Kongsbergu) – norweski biathlonista, mistrz świata juniorów, czterokrotny medalista mistrzostw świata juniorów, zwycięzca zawodów Pucharu IBU w biathlonie.

## Kariera
Po raz pierwszy na arenie międzynarodowej pojawił się w 2008 roku, kiedy wystąpił na mistrzostwach świata juniorów w Ruhpolding. Zdobył tam srebrny medal w sztafecie. Podczas rozgrywanych rok później mistrzostw świata juniorów w Canmore zwyciężył w biegu pościgowym, a w sztafecie był drugi. Zdobył także brązowy medal w sztafecie na mistrzostwach świata juniorów w Novym Mescie w 2011 roku.
W Pucharze Świata zadebiutował 28 listopada 2012 roku w Östersund, zajmując siódme miejsce w biegu indywidualnym. Tym samym już w swoim debiucie zdobył pierwsze pucharowe punkty. Na podium zawodów tego cyklu po raz pierwszy stanął już 21 stycznia 2018 roku w Anterselvie, kończąc rywalizację w biegu masowym na trzeciej pozycji. Wyprzedzili go tam jedynie Francuz Martin Fourcade i kolejny Norweg, Tarjei Bø.
W 2018 roku wystąpił na igrzyskach olimpijskich w Pjongczangu, gdzie zajął piąte miejsce w sprincie, dziewiąte w biegu pościgowym oraz siódme w biegu masowym. Zdobył też między innymi srebrny medal na mistrzostwach Europy w Novym Mescie w 2014 roku oraz w sztafecie mieszanej na rozgrywanych trzy lata później mistrzostwach Europy w Dusznikach-Zdroju.
Po sezonie 2022/2023 postanowił zakończyć sportową karierę.

## Osiągnięcia

### Igrzyska olimpijskie
| Rok  | Miejscowość | Konkurencje | Konkurencje | Konkurencje | Konkurencje | Konkurencje | Konkurencje | Konkurencje |
| Rok  | Miejscowość | IN          | SP          | PU          | MS          | RL          | MR          | SR          |
| ---- | ----------- | ----------- | ----------- | ----------- | ----------- | ----------- | ----------- | ----------- |
| 2018 | Pjongczang  | nd.         | 5.          | 9.          | 7.          | nd.         | nd.         | nd.         |

### Mistrzostwa świata
| Rok  | Miejscowość | Konkurencje | Konkurencje | Konkurencje | Konkurencje | Konkurencje | Konkurencje | Konkurencje |
| Rok  | Miejscowość | IN          | SP          | PU          | MS          | RL          | MR          | SR          |
| ---- | ----------- | ----------- | ----------- | ----------- | ----------- | ----------- | ----------- | ----------- |
| 2016 | Oslo        | –           | 69.         | –           | –           | –           | –           | nd.         |
| 2019 | Östersund   | 64.         | 7.          | 15.         | 22.         | –           | –           | –           |
| 2020 | Anterselva  | –           | 35.         | 15.         | –           | –           | –           | –           |

### Mistrzostwa świata juniorów
| Rok  | Miejscowość | Konkurencje | Konkurencje | Konkurencje | Konkurencje | Konkurencje | Konkurencje | Konkurencje |
| Rok  | Miejscowość | IN          | SP          | PU          | MS          | RL          | MR          | SR          |
| ---- | ----------- | ----------- | ----------- | ----------- | ----------- | ----------- | ----------- | ----------- |
| 2008 | Ruhpolding  | 13.         | 10.         | 14.         | nd.         | 2.          | nd.         | nd.         |
| 2009 | Canmore     | 31.         | 2.          | 1.          | nd.         | 6.          | nd.         | nd.         |
| 2010 | Torsby      | nd.         | 41.         | 36.         | nd.         | 9.          | nd.         | nd.         |
| 2011 | Nové Město  | 6.          | 6.          | 4.          | nd.         | 3.          | nd.         | nd.         |

### Mistrzostwa Europy
| Rok  | Miejscowość    | Konkurencje | Konkurencje | Konkurencje | Konkurencje | Konkurencje | Konkurencje | Konkurencje |
| Rok  | Miejscowość    | IN          | SP          | PU          | MS          | RL          | MR          | SR          |
| ---- | -------------- | ----------- | ----------- | ----------- | ----------- | ----------- | ----------- | ----------- |
| 2011 | Ridnaun        | 20.         | 9.          | DNS         | nd.         | nd.         | nd.         | nd.         |
| 2014 | Nové Město     | 5.          | 23.         | 18.         | nd.         | 2.          | nd.         | nd.         |
| 2015 | Otepää         | 11.         | 17.         | 23.         | nd.         | nd.         | nd.         | nd.         |
| 2017 | Duszniki-Zdrój | 9.          | 15.         | 14.         | nd.         | nd.         | 2.          | –           |

### Puchar Świata

#### Miejsca w klasyfikacji generalnej
| Sezon     | Miejsce |
| --------- | ------- |
| 2012/2013 | 51.     |
| 2013/2014 | 63.     |
| 2014/2015 | 45.     |
| 2015/2016 | 44.     |
| 2016/2017 | 40.     |
| 2017/2018 | 26.     |
| 2018/2019 | 16.     |
| 2019/2020 | 12.     |
| 2020/2021 | 31.     |
| 2021/2022 | 48.     |
| 2022/2023 | 65.     |

#### Miejsca na podium indywidualnie
| Lp. | Dzień       | Rok  | Miejscowość | Konkurencja          | Lokata | Pudła   | Czas biegu | Strata | Zwycięzca            |
| --- | ----------- | ---- | ----------- | -------------------- | ------ | ------- | ---------- | ------ | -------------------- |
| 1.  | 21 stycznia | 2018 | Anterselva  | Bieg masowy na 15 km | 3.     | 0+1+0+1 | 40:18,6    | + 5,1  | Martin Fourcade      |
| 2.  | 25 marca    | 2018 | Tiumeń      | Bieg masowy na 15 km | 2.     | 0+0+0+0 | 37:40,0    | + 2,7  | Maksim Cwietkow      |
| 3.  | 25 stycznia | 2019 | Anterselva  | Sprint na 10 km      | 2.     | 0+0     | 23:53,9    | + 17,5 | Johannes Thingnes Bø |

### Puchar IBU

#### Miejsca w klasyfikacji generalnej
| Sezon     | Miejsce |
| --------- | ------- |
| 2010/2011 | 159     |
| 2011/2012 | 34      |
| 2012/2013 | 34      |
| 2020/2021 | 8       |
| 2021/2022 | 1.      |
| 2022/2023 | 15      |

#### Miejsca na podium
| Lp. | Dzień        | Rok  | Miejscowość | Konkurencja               | Lokata | Pudła   | Czas biegu  | Strata  | Zwycięzca        |
| --- | ------------ | ---- | ----------- | ------------------------- | ------ | ------- | ----------- | ------- | ---------------- |
| 1.  | 10 marca     | 2012 | Altenberg   | Sprint na 10 km           | 1.     | 0+0     | 25:57.3 min | –       | –                |
| 2.  | 2 lutego     | 2013 | Martell     | Sprint na 10 km           | 1.     | 0+0     | 26:46.1 min | –       | –                |
| 3.  | 3 lutego     | 2013 | Martell     | Bieg pościgowy na 12,5 km | 1.     | 0+0+1+1 | 35:36.6 min | –       | –                |
| 4.  | 23 listopada | 2013 | Idre        | Sprint na 10 km           | 3.     | 0+1     | 24:16.2 min | +14.3 s | Timofiej Łapszyn |
| 5.  | 30 listopada | 2013 | Beitostølen | Sprint na 10 km           | 3.     | 1+0     | 26:30.3 min | +25.3 s | Benedikt Doll    |
| 6.  | 6 stycznia   | 2014 | Ridnaun     | Sprint na 10 km           | 1.     | 0+0     | 26:05.2 min | –       | –                |